# اتحادیه برهمه راجپور
اتحادیه برهمه راجپور (به لاتین: Brahmarajpur Union) یک منطقهٔ مسکونی در بنگلادش است که در Satkhira Sadar Upazila واقع شده‌است.